# Witch Hill, la confessione della strega
Witch Hill, la confessione della strega (Witch Hill, 1990) è un romanzo dell'autrice statunitense Marion Zimmer Bradley, pubblicato in Italia da TEA nel 2001.
Appartiene alla serie iniziata con Dark Satanic, la maledizione e L'erede del Ciclo delle avventure nel paranormale, anche questo romanzo come i precedenti e i successivi riprende una vecchia passione dell'autrice: i romanzi con forti accenti di occultismo ed elementi inerenti ai generi gotico e paranormale.

## Trama
Arkham. Giorni nostri. Tutto prende vita in questo villaggio sperduto nel New England. Sally Latimer eredita la casa di una sua anziana prozia venuta a mancare, ma in questa comunità spettrale, ai confini estremi dell'America, dove la gente se ne sta rinchiusa in casa e la locale chiesa è il vero e unico centro degli eventi della piccola  popolazione, succedono cose strane. Nella sua nuova casa, Witch Hill Road, Sally scopre strane attività legate alla sua antenata, appartenente al culto della Chiesa del Rito Antico: un circolo esoterico legato alla magia nera e agli antichi riti della stregoneria.

## Edizioni
- Marion Zimmer Bradley, Witch Hill, TEA,  pp. 220, cap. 15, ISBN 88-7818-270-2.